# World Series of Poker 2008
Les World Series of Poker 2008 est l'édition des World Series of Poker qui se déroule en 2008.
Le tournoi a débuté le 30 mai et s'est terminé le 15 juillet à l'exception de l'épreuve du 10 000 $ no-limit Texas hold'em qui s'est achevée juste avant que les joueurs rejoignent la table finale. La finale du Main Event est repoussée au 9 novembre pour des raisons télévisuelles. Toutes les épreuves se sont tenues au Rio All Suite Hotel and Casino de Las Vegas (Nevada, États-Unis).

## Épreuves
| Numéro | Event                                                               | Vainqueur            | Prix        | Finaliste            |
| ------ | ------------------------------------------------------------------- | -------------------- | ----------- | -------------------- |
| 1      | 10 000 $ World Championship Pot Limit Hold'em                       | Nenad Medic          | 794 112 $   | Andy Bloch           |
| 2      | 1 500 $ No Limit Hold'em                                            | Grant Hinkle         | 831 462 $   | James Akenhead       |
| 3      | 1 500 $ Pot Limit Hold'em                                           | David Singer         | 214 131 $   | Jacobo Fernandez     |
| 4      | 5 000 $ Mixed Hold'em                                               | Erick Lindgren       | 374 505 $   | Justin Bonomo        |
| 5      | 1 000 $ No Limit Hold'em w/Rebuys                                   | Michael Banducci     | 636 736 $   | Jeff Williams        |
| 6      | 1 500 $ Omaha Hi-Low Split-8 or Better                              | Thang Luu            | 243 356 $   | Spencer Lawrence     |
| 7      | 2 000 $ No Limit Hold'em                                            | Matt Keikoan         | 550 601 $   | Shannon Shorr        |
| 8      | 10 000 $ World Championship Mixed Event                             | Anthony Rivera       | 483 688 $   | James Mackey         |
| 9      | 1 500 $ No Limit Hold'em Short Handed                               | Rep Porter           | 372 929 $   | Nathan Templeton     |
| 10     | 2 500 $ Omaha/Seven Card Stud Hi-Low-8 or Better                    | Freddy Rouhani       | 232 911 $   | Tom Chambers         |
| 11     | 5 000 $ No Limit Hold'em Shootout                                   | Phil Tom             | 477 990 $   | Greg Mueller         |
| 12     | 1 500 $ Limit Hold'em                                               | Jimmy Shultz         | 257 105 $   | Zac Fellows          |
| 13     | 2 500 $ No Limit Hold'em                                            | Duncan Bell          | 666 777 $   | Steve Merrifield     |
| 14     | 10 000 $ World Championship Seven Card Stud                         | Eric Brooks          | 415 856 $   | Fu Wong              |
| 15     | 1 000 $ Ladies No Limit Hold'em World Championship                  | Svetlana Gromenkova  | 244 702 $   | Anh Le               |
| 16     | 2 000 $ Omaha Hi-Low Split-8 or Better                              | Andrew Brown         | 226 483 $   | Ted Forrest          |
| 17     | 1 500 $ No Limit Hold'em Shootout                                   | Jason Young          | 335 565 $   | Mike Schwartz        |
| 18     | 5 000 $ No Limit 2-7 Draw Lowball w/Rebuys                          | Mike Matusow         | 537 862 $   | Jeff Lisandro        |
| 19     | 1 500 $ Pot Limit Omaha                                             | Vanessa Selbst       | 227 965 $   | Jamie Pickering      |
| 20     | 2 000 $ Limit Hold'em                                               | Daniel Negreanu      | 204 874 $   | Ugur Marangoz        |
| 21     | 5 000 $ No Limit Hold'em                                            | Scott Seiver         | 755 891 $   | Dave Seidman         |
| 22     | 3 000 $ H.O.R.S.E.                                                  | Jens Vörtmann        | 298 253 $   | Doug Ganger          |
| 23     | 2 000 $ No Limit Hold'em                                            | Blair Hinkle         | 507 563 $   | Mark Brockington     |
| 24     | 2 500 $ Pot Limit Hold'em/Omaha                                     | Max Pescatori        | 246 471 $   | Kyle Kloeckner       |
| 25     | 10 000 $ World Championship Heads Up No Limit Hold'em               | Kenny Tran           | 539 056 $   | Alec Torelli         |
| 26     | 1 500 $ Razz                                                        | Barry Greenstein     | 157 619 $   | Chris Klodnicki      |
| 27     | 1 500 $ No Limit Hold'em                                            | Vitaly Lunkin        | 628 417 $   | Brett Kimes          |
| 28     | 5 000 $ Pot Limit Omaha w/Rebuys                                    | Phil Galfond         | 817 781 $   | Adam Hourani         |
| 29     | 3 000 $ No Limit Hold'em                                            | John Phan            | 434 789 $   | Johnny Neckar        |
| 30     | 10 000 $ World Championship Limit Hold'em                           | Rob Hollink          | 496 931 $   | Jerrod Ankenman      |
| 31     | 2 500 $ No Limit Hold'em Short Handed                               | Dario Minieri        | 528 418 $   | Seth Fischer         |
| 32     | 1 500 $ No Limit Hold'em                                            | Luis Velador         | 574 734 $   | Anthony Signore      |
| 33     | 5 000 $ World Championship Seven Card Stud Hi-Low Split-8 or Better | Sebastian Ruthenberg | 328 756 $   | Chris Ferguson       |
| 34     | 1 500 $ Pot Limit Omaha w/Rebuys                                    | Layne Flack          | 577 725 $   | Daniel Makowsky      |
| 35     | 1 500 $ Seven Card Stud                                             | Michael Rocco        | 135 753 $   | Al Barbieri          |
| 36     | 1 500 $ No Limit Hold'em                                            | Jesper Hougaard      | 610 304 $   | Cody Slaubaugh       |
| 37     | 10 000 $ World Championship Omaha Hi-Low Split-8 or Better          | David Benyamine      | 535 687 $   | Greg Jamison         |
| 38     | 2 000 $ Pot Limit Hold'em                                           | Davidi Kitai         | 244 583 $   | Chris Bell           |
| 39     | 1 500 $ No Limit Hold'em                                            | David Woo            | 631 656 $   | Matt Wood            |
| 40     | 2 500 $ 2-7 Limit Triple Draw Lowball                               | John Phan            | 151 896 $   | Shun Uchida          |
| 41     | 1 500 $ Mixed Hold'em                                               | Frank Gary           | 219 508 $   | Jonathan Tamayo      |
| 42     | 1 000 $ Seniors No Limit Hold'em World Championship                 | Dan Lacourse         | 368 832 $   | Dale Eberle          |
| 43     | 1 500 $ Pot Limit Omaha Hi-Low Split-8 or Better                    | Martin Kläser        | 216 249 $   | Casey Kastle         |
| 44     | 1 000 $ No Limit Hold'em w/Rebuys                                   | Max Greenwood        | 693 444 $   | Rene Mouritsen       |
| 45     | 50 000 $ World Championship H.O.R.S.E.                              | Scotty Nguyen        | 1 989 120 $ | Michael DeMichele    |
| 46     | 5 000 $ No Limit Hold'em Six Handed                                 | Joe Commisso         | 911 855 $   | Richard Lyndaker     |
| 47     | 1 500 $ Seven Card Stud Hi-Low Split-8 or Better                    | Ryan Hughes          | 183 368 $   | Ron Long             |
| 48     | 2 000 $ No Limit Hold'em                                            | Alexandre Gomes      | 770 540 $   | Marco Johnson        |
| 49     | 1 500 $ No Limit Hold'em                                            | J.C. Tran            | 631 170 $   | Rasmus Nielsen       |
| 50     | 10 000 $ World Championship Pot Limit Omaha                         | Marty Smyth          | 859 549 $   | Peter Jetten         |
| 51     | 1 500 $ H.O.R.S.E.                                                  | James Schaaf         | 256 412 $   | Tommy Hang           |
| 52     | 1 500 $ No Limit Hold'em                                            | David Daneshgar      | 625 443 $   | Scott Sitron         |
| 53     | 1 500 $ Limit Hold'em Shootout                                      | Matt Graham          | 278 180 $   | Jean-Robert Bellande |
| 54     | 10 000 $ World Championship No Limit Hold'em Main Event             | Peter Eastgate       | 9 119 517 $ | Ivan Demidov         |
| 55     | 500 $ Casino Employees No Limit Hold'em                             | Jonathan Kotula      | 87 929 $    | Kevin O'Harra        |

## Main Event
Des joueurs du monde entier (plus de 100 nationalités différentes) sont venus pour jouer le plus gros tournoi annuel de poker. En 2008, ce sont 6 844 joueurs qui se sont inscrits pour 10000$ soit une progression de presque 8 % par rapport à 2007. Certains sont passés par des tournois satellites, notamment sur Internet. Le Main Event 2008 offre le second plus gros prizepool de l’histoire des WSOP. 666 joueurs sont dans les places payés et se partagent les 64 333 600 $ du prizepool (total des gains reversés).  
Le vainqueur 2008 repartira avec un peu plus de 9,1 millions de dollars soit presque 900 000$ de plus que l'année précédente.

### Table finale

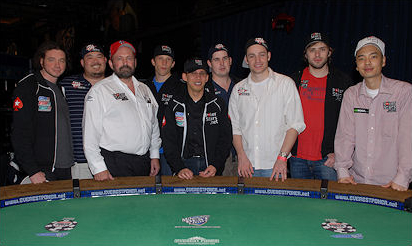
Les 9 joueurs de la Table Finale

Nouveauté cette année, la table finale des WSOP 2008 se joue en novembre. Elle a eu lieu le 9 novembre, soit 117 jours après l'élimination du 10e. 
Elle était composée de neuf joueurs :
- Siège 1: Dennis Phillips - 26,295,000
- Siège 2: Craig Marquis - 10,210,000
- Siège 3: Ylon Schwartz - 12,525,000
- Siège 4: Scott Montgomery - 19,690,000
- Siège 5: Darus Suharto - 12,520,000
- Siège 6: Chino Rheem - 10,230,000
- Siège 7: Ivan Demidov - 24,400,000
- Siège 8: Kelly Kim - 2,620,000
- Siège 9: Peter Eastgate - 18,375,000

#### Résultat
Le Danois Peter Eastgate termine premier, et devient le plus jeune joueur de poker à remporter le Main Event. À 22 ans, il est plus jeune que Phil Hellmuth de deux ans lorsque celui-ci avait gagné cet event en 1989.
| Place | Nom              | Gains      |
| ----- | ---------------- | ---------- |
| 1     | Peter Eastgate   | 9 152 416$ |
| 2     | Ivan Demidov     | 5 790 024$ |
| 3     | Dennis Phillips  | 4 503 352$ |
| 4     | Ylon Schwartz    | 3 763 515$ |
| 5     | Scott Montgomery | 3 088 012$ |
| 6     | Darus Suharto    | 2 412 510$ |
| 7     | Chino Rheem      | 1 769 174$ |
| 8     | Kelly Kim        | 1 286 672$ |
| 9     | Craig Marquis    | 900 670$   |

## Record 2008
- Le Brésilien Alexandre Gomes devient le premier Sud-Américain à remporter un bracelet lors de l'event 48.

- Rob Hollink devient le premier Néerlandais à remporter un bracelet lors de l'event 30.

- Davidi Kitai devient le premier Belge à remporter un bracelet lors de l'event 38.

- Une affluence considérable. En occultant l’Event #55 réservé aux employés du Casino, les 54 autres tournois ont rassemblé 57 793 joueurs. Le record précédent datait de 2007 avec 54 288 inscrits.

- La totalité des buy-in des WSOP 2008 ont généré la cagnotte exacte de 180 666 773$. Le record précédent datait de 2007 avec 159 796 918$.

- Le plus gros parterre de joueurs lors un événement préliminaire (hors Main Event). Le tournoi #2 (1,500$ No Limit Hold’em) aura vu s’affronter 3 929 joueurs.

- ‘Bracelets Brothers’. Blair et Grant Hinkle deviennent les premiers frères a remporter chacun un bracelet la même année. En gagnant respectivement l’Event #23 et #2 des WSOP 2008, les natifs de Kansas City (Missouri) rentrent dans l’histoire.